# Maangamizi : L'Ancien
 (juin 2024).
La mise en forme du texte ne suit pas les recommandations de Wikipédia : il faut le « wikifier ».
Les points d'amélioration suivants sont les cas les plus fréquents. Le détail des points à revoir est peut-être précisé sur la page de discussion.
- Les titres sont pré-formatés par le logiciel. Ils ne sont ni en capitales, ni en gras.
- Le texte ne doit pas être écrit en capitales (les noms de famille non plus), ni en gras, ni en italique, ni en « petit »…
- Le gras n'est utilisé que pour surligner le titre de l'article dans l'introduction, une seule fois.
- L'italique est rarement utilisé : mots en langue étrangère, titres d'œuvres, noms de bateaux, etc.
- Les citations ne sont pas en italique mais en corps de texte normal. Elles sont entourées par des guillemets français : « et ».
- Les listes à puces sont à éviter, des paragraphes rédigés étant largement préférés. Les tableaux sont à réserver à la présentation de données structurées (résultats, etc.).
- Les appels de note de bas de page (petits chiffres en exposant, introduits par l'outil «  Source ») sont à placer entre la fin de phrase et le point final[comme ça].
- Les liens internes (vers d'autres articles de Wikipédia) sont à choisir avec parcimonie. Créez des liens vers des articles approfondissant le sujet. Les termes génériques sans rapport avec le sujet sont à éviter, ainsi que les répétitions de liens vers un même terme.
- Les liens externes sont à placer uniquement dans une section « Liens externes », à la fin de l'article. Ces liens sont à choisir avec parcimonie suivant les règles définies. Si un lien sert de source à l'article, son insertion dans le texte est à faire par les notes de bas de page.
- La présentation des références doit suivre les conventions bibliographiques. Il est recommandé d'utiliser les modèles {{Ouvrage}}, {{Chapitre}}, {{Article}}, {{Lien web}} et/ou {{Bibliographie}}. Le mode d'édition visuel peut mettre en forme automatiquement les références.
- Insérer une infobox (cadre d'informations à droite) n'est pas obligatoire pour parachever la mise en page.

Pour une aide détaillée, merci de consulter Aide:Wikification.
Si vous pensez que ces points ont été résolus, vous pouvez retirer ce bandeau et améliorer la mise en forme d'un autre article.
Pour plus de détails, voir Fiche technique et Distribution.
Maangamizi : L'Ancien[réf. nécessaire] (Maangamizi: The Ancient One) est un film dramatique américano-tanzanien de 2001 réalisé par Martin Mhando et Ron Mulvihill, et produit par Jonathan Demme. Le film a été présenté en première au Festival panafricain du film et a été projeté dans plus de 55 festivals de films à travers le monde. Il s'agit de la candidature tanzanienne pour l'Oscar du meilleur film en langue étrangère, le premier film soumis par ce pays, mais qui n'a pas été nommé.

## Synopsis
Le Dr Asira est confronté au contraste entre la médecine occidentale et la spiritualité traditionnelle d'Afrique de l'Est lorsqu'une femme, Samehe, admise dans un hôpital psychiatrique, prétend être sous la garde de Maangamizi, un mystérieux ancêtre/ chaman .

## Fiche technique
- Titre français : Maangamizi : L'Ancien[réf. nécessaire]
- Titre original : Maangamizi: The Ancient One

## Distribution
- Barbara O. Jones dans le rôle du Dr Asira (comme BarbaraO)
- Amandina Lihamba dans le rôle de Samehe
- Samahani Kejeri comme Simba Mbili
- Waigwa Wachira comme Dr Odhiambo
- Ummie Mahfouda Alley en tant que patiente
- Zainabu Bafadhili dans le rôle du jeune Samehe
- Chemi Che-Mponda comme infirmière Malika
- Mary Chibwana comme patiente
- Janet Fabian comme sœur Francis
- Stumai Halili comme patient
- Mwanajuma Ali Hassan dans le rôle de Bibi Maangamizi
- Kisaka A. Kisaka comme révérend Waigwa
- Mgeni dans le rôle de la jeune Asira
- Thecla Mjatta dans le rôle de Zeinabu
- Mona Mwakalinga dans le rôle de Mariamu
- Adam Mwambile comme Dr Moshi
- Evodia Ndonde comme patiente

## Prix
Maangamizi : The Ancient One a remporté le Golden Dhow au Festival international du film de Zanzibar en 1998.[pas clair] Il a remporté le prix Paul Robeson du meilleur long métrage au Newark Black Film Festival.